# Горелов, Анатолий Ефимович
Анато́лий Ефи́мович Горе́лов (1904—1991) — советский литературовед и литературный критик. Член Союза писателей СССР.

## Биография
Родился 27 февраля (11 марта) 1904 года в Житомире.
Учился в школе, в 1919—1924 годах работал разнорабочим. В 1924 году поступил в Ленинградский Институт истории искусств. Стал членом ВЛКСМ, работал в Выборгском райкоме комсомола. В 1927 году вступил в ВКП(б).
В 1926 году работал секретарем газеты «Смена». Также был ответственным редактором журнала «Звезда» в Ленинграде и членом профсоюза издательских работников (с 1921 года). Весной 1931 года по направлению Ленинградского обкома ВКП(б) приехал в Хибины с группой молодых литераторов для организации ежедневной газеты «Хибиногорский рабочий» и в 1931—1932 годах был её редактором, работал в Хибиногорске.
В 1937 году был репрессирован. До ареста был ответственным секретарем Ленинградского отделения Союза писателей.
В 1954 году, после реабилитации, вернулся в Ленинград, где жил и работал — выступал со статьями о советской литературе, о творческом своеобразии писателя, написал книгу «Очерки о русских писателях». В 1970-х годах опубликовал статьи о Блоке и свои воспоминания.
Умер 6 декабря 1991 года.

### Репрессии
12 марта 1937 года Горелов А. Е. был арестован УНКВД по Ленинградской области по обвинению в том, что являлся участником контрреволюционной троцкистско-зиновьевской террористической организации и входил в контрреволюционную группу работников литературы, систематически вел беседы, направленные против ВКП(б) и Советского правительства (ст. 58-8 и 58-11 УК РСФСР). Выездной Сессией Военной Коллегии Верховного Суда Союза ССР от 21 марта 1937 года был приговорен к тюремному заключению сроком на 10 лет с конфискацией имущества и с поражением политических прав на 5 лет.
По Постановлению Пленума Верховного Суда СССР от 13 июня 1939 года приговор Горелову А. Е. был отменен и дело о нём передано на новое рассмотрение. По постановлению Особого Совещания при НКВД СССР от 2 июля 1940 года Горелов был осужден к 5 годам лишения свободы. 1 ноября 1949 года он снова был арестован УНКВД по Архангельской области и по Постановлению Особого Совещания при МГБ СССР от 1 июля 1950 года Горелов за принадлежность к троцкистско-зиновьевской организации был сослан на поселение в Красноярский край.
Определением Судебной Коллегии по уголовным делам Верховного Суда СССР от 2 октября 1954 года Постановление Особого Совещания при НКВД СССР от 2 июля 1940 года в отношении Горелова А. Е. отменено и дело о нём производством прекращено за недоказанностью обвинения. Таким образом, Анатолий Ефимович был реабилитирован.

## Награды
- 21 марта 1979 года, отмечая активное участие в содружестве ленинградских писателей и тружеников апатитовой промышленности Заполярья и в связи с 75-летием со дня рождения, решением исполнительного комитета Кировского городского Совета народных депутатов присвоено звание «Почетный гражданин города Кировска» Горелову А. Е., редактору газеты «Хибиногорский рабочий» 1931—1932 годов[2].